# Guiseniers
Guiseniers est une commune française située dans le département de l'Eure en région Normandie.
Ses habitants sont appelés les Guisenois.

## Géographie

### Localisation
Située sur le plateau du Vexin normand, non loin (7 km environ) des Andelys et de la vallée de la Seine, la commune de Guiseniers proprement dite comporte deux hameaux, la Bucaille et Pavée.
| Les Andelys | Harquency  |                                               |
| Les Andelys | Guiseniers | Vexin-sur-Epte (comm. dél. de Forêt-la-Folie) |
| Hennezis    | Hennezis   | Mézières-en-Vexin                             |

### Hydrographie
La commune est située dans le bassin Seine-Normandie. Elle n'est drainée par aucun cours d'eau,.

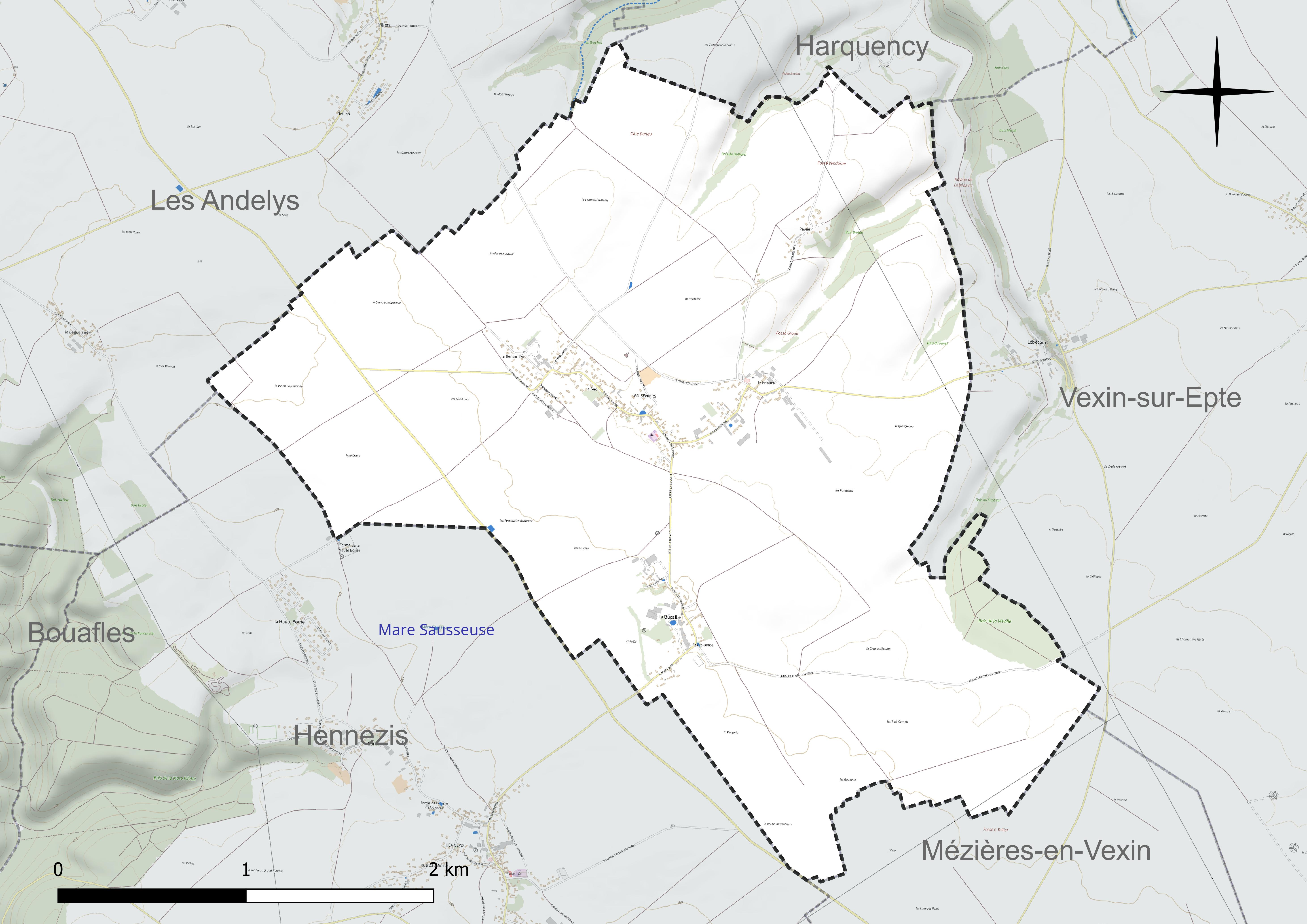
Réseau hydrographique de Guiseniers.

### Climat
Pour des articles plus généraux, voir Climat de la Normandie et Climat de l'Eure.
En 2010, le climat de la commune est de type climat océanique dégradé des plaines du Centre et du Nord, selon une étude du CNRS s'appuyant sur une série de données couvrant la période 1971-2000. En 2020, Météo-France publie une typologie des climats de la France métropolitaine dans laquelle la commune est exposée à un climat océanique et est dans une zone de transition entre les régions climatiques « Sud-ouest du bassin Parisien » et « Côtes de la Manche orientale ». Parallèlement le GIEC normand, un groupe régional d’experts sur le climat, différencie quant à lui, dans une étude de 2020, trois grands types de climats pour la région Normandie, nuancés à une échelle plus fine par les facteurs géographiques locaux. La commune est, selon ce zonage, exposée à un « climat des plateaux abrités », correspondant aux plaines agricoles de l’Eure, avec une pluviométrie beaucoup plus faible que dans la plaine de Caen en raison du double effet d’abri provoqué par les collines du Bocage normand et par celles qui s’étendent sur un axe du pays d'Auge au Perche.
Pour la période 1971-2000, la température annuelle moyenne est de 10,5 °C, avec une amplitude thermique annuelle de 14,3 °C. Le cumul annuel moyen de précipitations est de 748 mm, avec 11,4 jours de précipitations en janvier et 8,4 jours en juillet. Pour la période 1991-2020, la température moyenne annuelle observée sur la station météorologique la plus proche, située sur la commune de Muids à 13 km à vol d'oiseau, est de 12,0 °C et le cumul annuel moyen de précipitations est de 609,1 mm,. Pour l'avenir, les paramètres climatiques de la commune estimés pour 2050 selon différents scénarios d’émission de gaz à effet de serre sont consultables sur un site dédié publié par Météo-France en novembre 2022.

## Urbanisme

### Typologie
Au 1er janvier 2024, Guiseniers est catégorisée commune rurale à habitat dispersé, selon la nouvelle grille communale de densité à 7 niveaux définie par l'Insee en 2022. Elle est située hors unité urbaine et hors attraction des villes,.

### Occupation des sols
L'occupation des sols de la commune, telle qu'elle ressort de la base de données européenne d’occupation biophysique des sols Corine Land Cover (CLC), est marquée par l'importance des territoires agricoles (91,2 % en 2018), une proportion sensiblement équivalente à celle de 1990 (91,8 %). La répartition détaillée en 2018 est la suivante : terres arables (88,6 %), forêts (4,5 %), zones urbanisées (4,2 %), zones agricoles hétérogènes (2,6 %). L'évolution de l’occupation des sols de la commune et de ses infrastructures peut être observée sur les différentes représentations cartographiques du territoire : la carte de Cassini (XVIIIe siècle), la carte d'état-major (1820-1866) et les cartes ou photos aériennes de l'IGN pour la période actuelle (1950 à aujourd'hui).

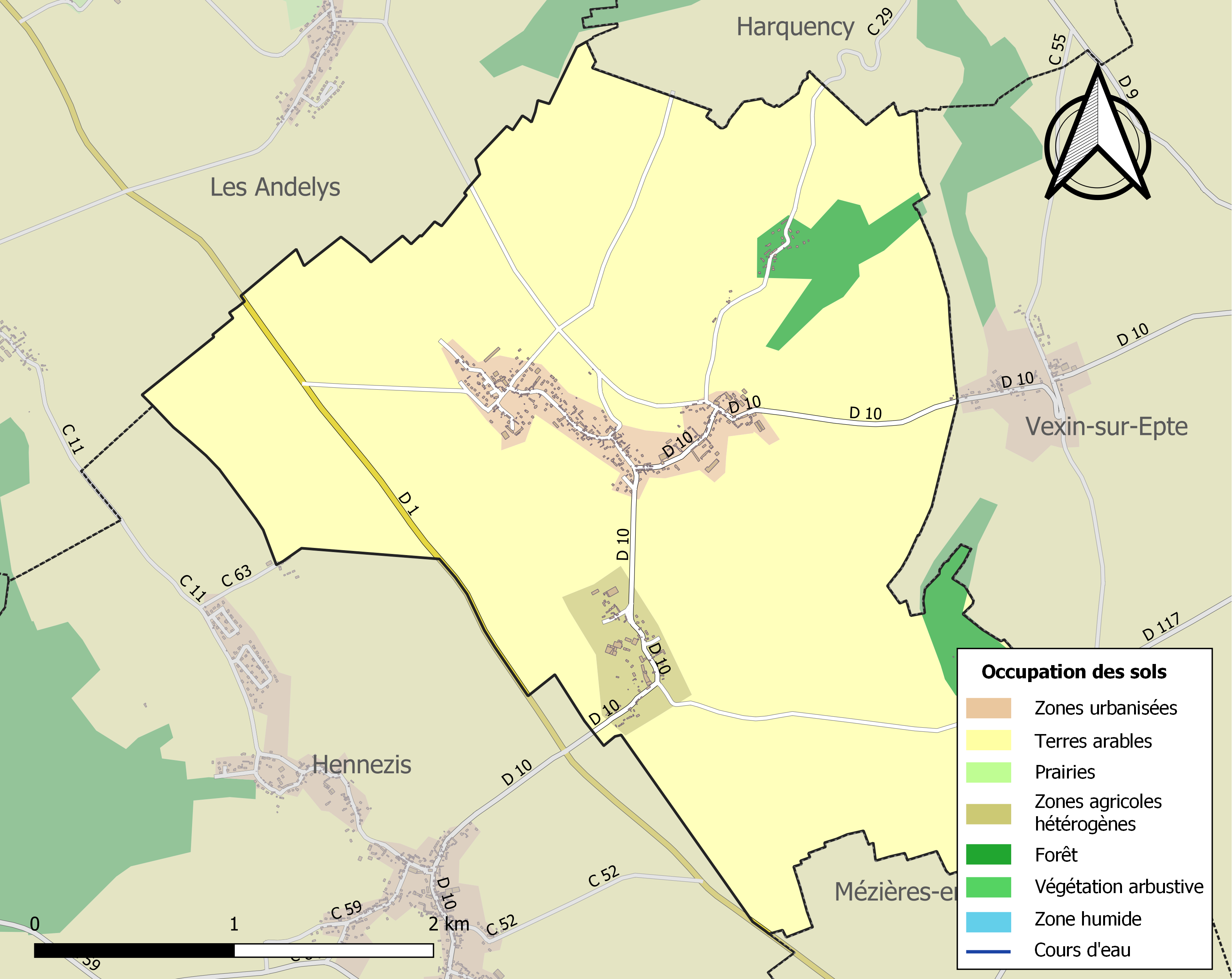
Carte des infrastructures et de l'occupation des sols de la commune en 2018 (CLC).

## Toponymie
Le nom de la localité est attesté sous les formes Gisamacas vers 830 (cacographie pour *Gisiniacas), Gysiniacus (charte de Richard II) ou Gisiniacus en 1025, Gisiniacus en 1079, Kisegnies en  1214 (cart. de Jumiéges), Guisegnies en 1216 (charte de Philippe Auguste), Gisignies au XIIIe siècle, Gysennies en 1224, Guiseniacus en 1230, Gysegnies en 1233, Gesygnies en 1235, Gysaniers, Guisania en 1238, Guisegneum en 1242 (cartulaire de Jumiéges), Guiseignies en 1236 (reg. visit.), Guinesayes en 1268 (Dupuy, Inv.), Guisengnii en 1272, Guisigni en 1284 (Trésor des chartes), Guinsenniers en 1290 (cartulaire normand), Guinières en 1625 (Rosset, les Hist. tragiques de notre temps), Guisiniers en 1738 (Saas).
La terminaison -iers de Guiseniers est le produit d'une réinterprétation de la terminaison originelle -ies. En effet, on trouve encore Guisegnies en 1235 et Gysegnies en 1237.
Le suffixe -iniacum est la forme allongée du bas-latin d'origine celtique -iacas, pluriel de -(i)acum « lieu de, propriété de ». La forme à l'accusatif pluriel -iacas est typique du Nord, de la Picardie et de la Belgique, mais rare en Normandie, d'où son évolution parfois aberrante (cf. Dardez, Aupenais), alors que dans les régions citées, elle conserve généralement sa forme -ies.
Le premier élément est souvent un nom de personne germanique, vu la localisation de ces formations et leur aspect tardif. Ici, c'est sans doute le nom de personne germanique Giso / Gisinius, hypocoristique de gīsel, otage (voir le prénom allemand Geisel, otage, prénom francisé en Gisèle) que l'on trouve au cas régime dans Gisancourt qui, par contre, est une forme française avec [ʒ] initial.
Homonymie avec Ghissignies (Nord), également de type normanno-picard avec [g] initial.

## Histoire
Fréquentée depuis les temps préhistoriques, à l'époque gauloise puis gallo-romaine, Guiseniers dépendait au VIIe siècle de l'abbaye de Fontenelle (fondée en 650) qui devint ensuite l'abbaye de Saint-Wandrille.
Le patronage de l'église fut cédé en 980 à l'abbaye de Jumièges dont elle dépendit jusqu'à la Révolution Française. Jumièges fut, à Guiseniers, la bénéficiaire de nombreuses libéralités en terres et rentes de la part des barons du duc de Normandie au XIe siècle ; elle s'enrichit au temps de Roger Thorel (dans le tout début des années 1200), qui passa des accords avec les religieux de Jumièges et le chapitre de la cathédrale de Rouen.
C'est en 1224 que le hameau de la Bucaille fut rattaché, avec la chapelle Saint-Nicolas, à la paroisse de Guiseniers, alors que, jusqu'en 1150, la Bucaille avait conservé son château de défense érigé sur une motte subsistante. Lors de la succession de Roger Thorel, plusieurs fiefs furent attribués à ses gendres : de Fontenil, Daubeuf, du Cardonnay.
À la Révolution, Guiseniers comptait sept fiefs. Entre-temps, et selon les époques, de nombreuses institutions religieuses, outre l'abbaye de Jumièges, y détinrent terres, fiefs ou rentes : l'abbaye du Trésor, l'abbaye de Poissy, l'abbaye Notre-Dame de Fontaine-Guérard, l'abbaye du Bec, l'abbaye de l'Isle-Dieu, le prieuré de Sausseuse, le chapitre de la cathédrale de Rouen, le chapitre de la collégiale Notre-Dame des Andelys, l'abbaye Saint-Jean d'Andely, les Ursulines des Andelys. C'est par Guiseniers que passèrent, en 1655, les reliques de sainte Clotilde transférées aux Andelys.
En avril 1789, comme dans toutes les paroisses, les habitants rédigèrent leur cahier de doléances en vue des États généraux de mai. Les habitants de Guiseniers participèrent ensuite à la Révolution française et en connurent les divers épisodes : création de la commune et du département, proclamation de la République, contribution aux efforts de guerre, Terreur puis effets de la chute de Robespierre le 9 thermidor an II (27 juillet 1794).

## Politique et administration
| Période                                  | Période      | Identité                                    | Étiquette | Qualité                           |
| ---------------------------------------- | ------------ | ------------------------------------------- | --------- | --------------------------------- |
| Les données manquantes sont à compléter. |              |                                             |           |                                   |
| vers 1811                                | vers 1818    | Prévost                                     |           |                                   |
| Les données manquantes sont à compléter. |              |                                             |           |                                   |
| vers 1832                                |              | Rozé                                        |           |                                   |
| Les données manquantes sont à compléter. |              |                                             |           |                                   |
| vers 1864                                |              | Pierre Louis Benjamin Le Gendre (1784-1875) |           | Propriétaire cultivateur, rentier |
| vers 1868                                |              | Louis Michel Pantin                         |           | Propriétaire                      |
| Les données manquantes sont à compléter. |              |                                             |           |                                   |
| vers 1893                                | vers 1902    | S. M. Pautier                               |           |                                   |
| Les données manquantes sont à compléter. |              |                                             |           |                                   |
| mars 2001                                | 2008         | Philippe Fleury                             |           |                                   |
| mars 2008                                | 15 mars 2020 | Patrick Lemullier                           |           |                                   |
| mars 2020                                | En cours     | Philippe Fleury                             |           |                                   |

## Démographie
L'évolution du nombre d'habitants est connue à travers les recensements de la population effectués dans la commune depuis 1793. Pour les communes de moins de 10 000 habitants, une enquête de recensement portant sur toute la population est réalisée tous les cinq ans, les populations de référence des années intermédiaires étant quant à elles estimées par interpolation ou extrapolation. Pour la commune, le premier recensement exhaustif entrant dans le cadre du nouveau dispositif a été réalisé en 2006.

En 2022, la commune comptait 488 habitants, en évolution de +6,09 % par rapport à 2016 (Eure : −0,25 %, France hors Mayotte : +2,11 %).
| 1793 | 1800 | 1806 | 1821 | 1831 | 1836 | 1841 | 1846 | 1851 |
| ---- | ---- | ---- | ---- | ---- | ---- | ---- | ---- | ---- |
| 626  | 637  | 604  | 548  | 550  | 485  | 466  | 450  | 424  |

| 1856 | 1861 | 1866 | 1872 | 1876 | 1881 | 1886 | 1891 | 1896 |
| ---- | ---- | ---- | ---- | ---- | ---- | ---- | ---- | ---- |
| 420  | 395  | 397  | 395  | 407  | 399  | 380  | 360  | 358  |

| 1901 | 1906 | 1911 | 1921 | 1926 | 1931 | 1936 | 1946 | 1954 |
| ---- | ---- | ---- | ---- | ---- | ---- | ---- | ---- | ---- |
| 374  | 348  | 350  | 291  | 313  | 361  | 349  | 361  | 366  |

| 1962 | 1968 | 1975 | 1982 | 1990 | 1999 | 2006 | 2011 | 2016 |
| ---- | ---- | ---- | ---- | ---- | ---- | ---- | ---- | ---- |
| 325  | 289  | 237  | 291  | 388  | 382  | 418  | 428  | 460  |

| 2021 | 2022 | - | - | - | - | - | - | - |
| ---- | ---- | - | - | - | - | - | - | - |
| 481  | 488  | - | - | - | - | - | - | - |

## Culture locale et patrimoine

### Lieux et monuments

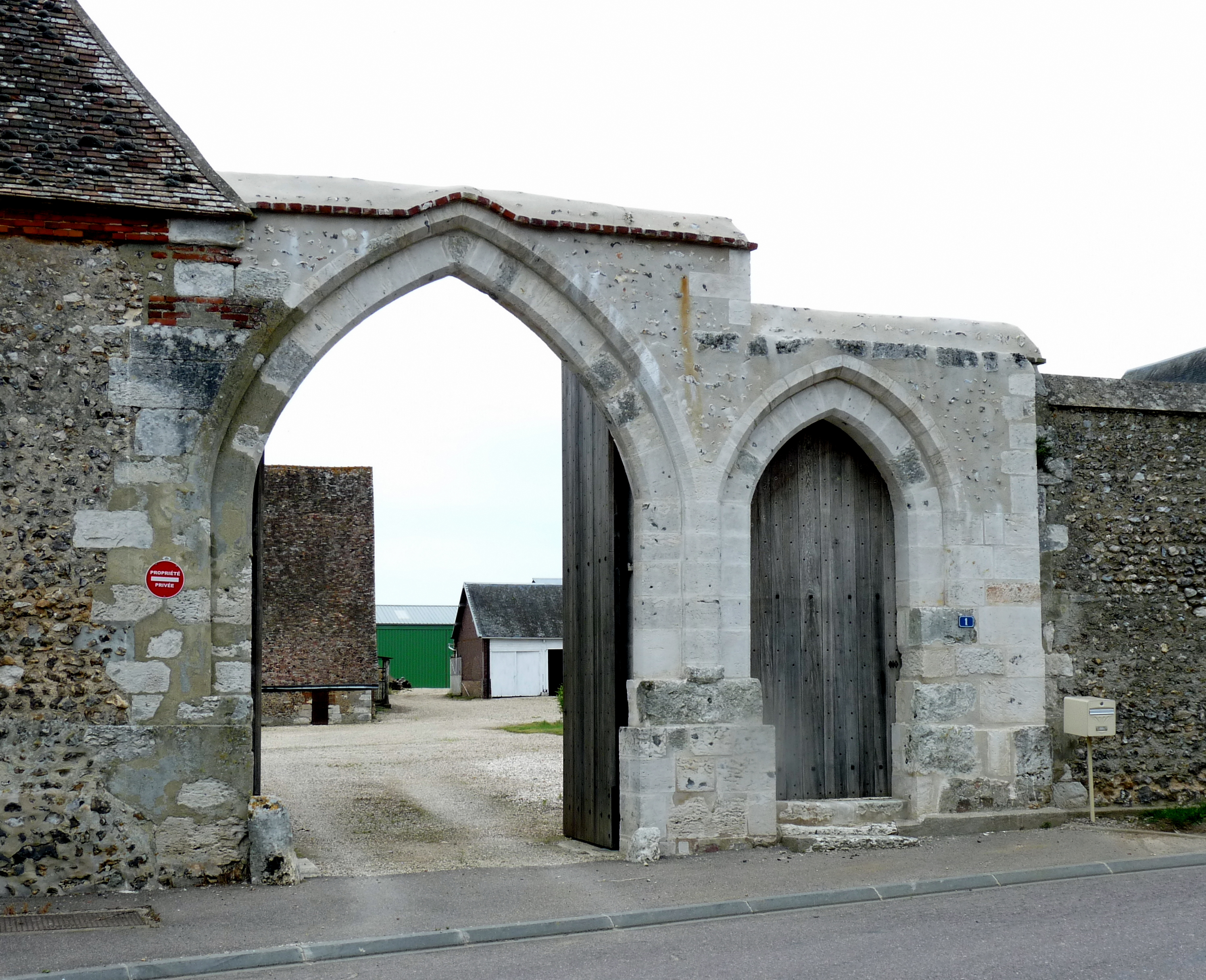
Le portail du manoir.

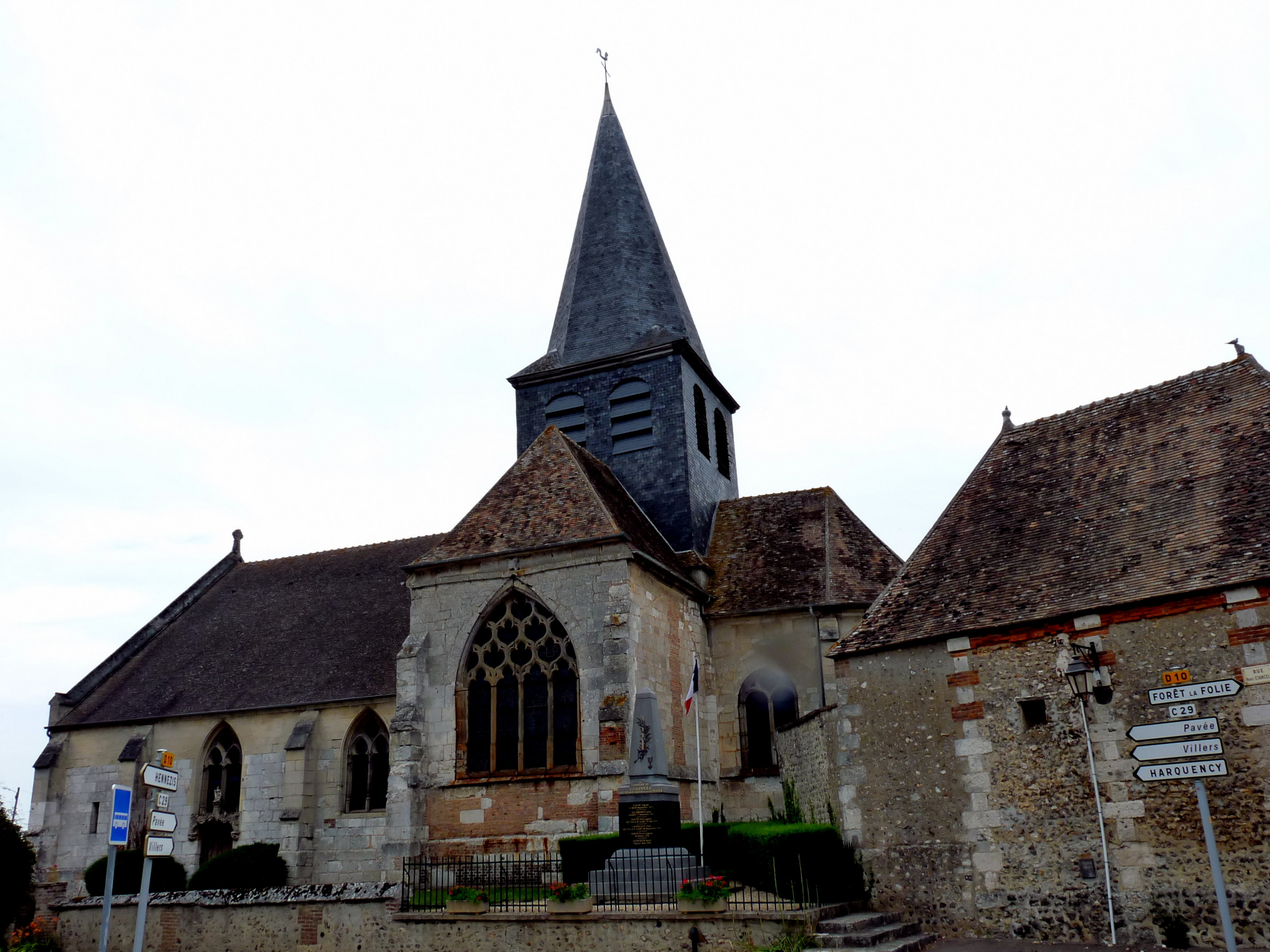
L'église Saint-Denis.

- Le manoir seigneurial[24], fondé en 1304 sous l'autorité de l'abbaye de Jumièges et dont il reste le double portail à arche gothique, le pigeonnier et une très belle grange dîmière visible de la rue en fond de cour.
- L'église Saint-Denis[25],[26] : des éléments remontent au XIIe siècle ; l'édifice est fortement remanié au XVIe siècle et le clocher refait au XVIIIe siècle.
- Le manoir de la Bucaille[27] avec pigeonnier et les restes de la chapelle Saint-Jean, du XIe siècle ainsi que les vestiges de la motte castrale[19]. La fortification est mentionnée en 1144, dans une liste de places fortes du Vexin cédées par Geoffroi Plantagenêt au roi de France Louis VII[28].
- Presbytère[29].

### Héraldique
|  | Les armoiries de Guiseniers se blasonnent ainsi : D'azur à la croix alésée et engrêlée d'or cantonnée au 1er d'un coq du même, au 2e d'un fer de pique d'argent, au 3e d'un chevron alésé du même, au 4e de deux léopards d'or l'un au-dessus de l'autre. Création Denis Joulain, présentée le 4 avril 2015. |

## Personnalités liées à la commune
Après les seigneurs Crespin (Xe – XIe siècle) qui y détenaient des terres, Roger Thorel (vers 1200) négocia en 1224 avec les religieux de Jumièges le rattachement de la Bucaille à Guiseniers. Ses trois filles se marient respectivement à ceux qui deviendront ainsi les seigneurs de trois fiefs de Guiseniers : Daubeuf, du Cardonnay, de Fontenil au début du XIVe siècle. Plus tard, Toussaint Canival (1734-1814) s'illustre au cours de la Révolution française : il est entre autres procureur de la commune après avoir joué un rôle local sous l'Ancien Régime en qualité de trésorier et releveur d'impôts. Néanmoins, à l'époque de la Terreur, poursuivi par ses ennemis devant le Tribunal révolutionnaire de Paris pour propos inciviques (son avocat y fut Tronson du Coudray, celui-là même qui défendit Marie-Antoinette), il fut finalement acquitté. Il en alla de même lors d'un épisode suivant lorsqu'il fut déféré devant le Comité de sûreté générale qui finalement ne le poursuivit pas devant le Tribunal. Enfin, Léon Coutil, archéologue, étudia la Normandie de façon approfondie, comme en témoignent ses œuvres, ainsi que l'abbé Lecoq (nommé à la cure de l'église locale) qui y fit également des recherches archéologiques.